# José María Moreno Torres
José María Moreno Torres   (Cadis, 15 de desembre de 1939) fou un futbolista espanyol de la dècada de 1960.
Davanter que marcà molts gols al CD Lorca durant la temporada 1959-60. El RCD Espanyol el fitxà l'any 1960 però no aconseguí triomfar, disputant només dos partits de lliga. La temporada següent fou cedit al CD Tenerife i posteriorment jugà a Atlètic Balears, Atlético Ceuta, Reial Múrcia CF i CD Abarán, jugant amb el Tenerife i el Murcia a primera divisió i la resta a Segona.